# Ctenophthalmus olbius
Ctenophthalmus olbius är en loppart som beskrevs av Jordan et Rothschild 1923. Ctenophthalmus olbius ingår i släktet Ctenophthalmus och familjen mullvadsloppor. Inga underarter finns listade i Catalogue of Life.